# Maison de l'histoire européenne
La Maison de l'histoire européenne est un projet à l'initiative du Parlement européen, d'institution culturelle ouverte au public en 2017. La Maison de l'histoire européenne entend mobiliser tous les outils disponibles pour favoriser une meilleure connaissance de l'histoire européenne et de la construction de l'Union européenne, par une exposition permanente et des expositions temporaires et itinérantes, une collection d'objets et de documents emblématiques de l'histoire européenne, des programmes éducatifs, des événements culturels, des publications, ainsi qu'un large éventail de contenus en ligne. Elle est installée à Bruxelles, à proximité des institutions européennes et la visite des expositions permanente et temporaire est gratuit pour le public.

## Genèse du projet
L'idée de créer une Maison de l'histoire européenne est lancée le 13 février 2007 par le président du Parlement européen, Hans-Gert Pöttering (CDU) dans son discours d'investiture au Parlement. L'un des grands objectifs de la Maison de l'histoire européenne est de « permettre aux Européens de toutes les générations d'approfondir la connaissance qu'ils ont de leur histoire et, ce faisant, de contribuer à mieux faire comprendre l'évolution de l'Europe, aujourd'hui et demain ». En octobre 2008, un comité d'experts dirigé par le professeur Hans Walter Hütter, président de la Maison de l'histoire de la République fédérale d'Allemagne, remet un rapport « intitulé Lignes directrices pour une Maison de l'histoire européenne », qui établit le concept général et le contenu du projet et trace les grandes lignes du dispositif institutionnel.
En juin 2009, le Bureau du Parlement décide de dédier l'ancienne clinique dentaire Eastman au futur musée et lance, en juillet, un concours international d'architecture. Le 31 mars 2011, le consortium Chaix & Morel et associés (France), JSWD Architekten (de) (Allemagne) et TPF (Belgique), lauréat du concours, est chargé de mener à bien les travaux de rénovation et d'extension du bâtiment. Assistée d'un comité scientifique réunissant des spécialistes de renommée internationale sous la présidence du professeur Włodzimierz Borodziej (pl), une équipe pluridisciplinaire de professionnels est mise en place au sein de la direction générale de la communication du Parlement, sous la direction de l'historienne et muséographe Taja Vovk Van Gaal, pour préparer le contenu des expositions et organiser le futur établissement.

## Contenu du projet
Son originalité réside dans son souci d'offrir un panorama transnational de l'histoire européenne contemporaine, en tenant compte de la diversité des nations et des peuples qui les composent, de leurs langues, cultures ou encore de leurs coutumes et de la multiplicité de ses interprétations et perceptions. La Maison de l'histoire européenne a pour but de permettre à un large public de comprendre l'histoire récente en la replaçant dans le contexte des siècles précédents, qui ont façonné nos idées et nos valeurs. Elle entend ainsi faciliter et animer les discussions et les débats sur l'Europe et l'Union européenne.
S'étendant sur un espace de quelque 4 000 m2, l'exposition permanente constitue le cœur de la Maison de l'histoire européenne. À travers une multitude d'objets et de documents sur les supports les plus variés, elle offre au visiteur un parcours au fil de l'histoire de l'Europe, principalement celle du XXe siècle, avec des rétrospectives sur les événements et évolutions des périodes antérieures particulièrement significatifs pour l'ensemble du continent. Dans ce contexte, l'histoire de l'Union européenne est exposée dans toute sa singularité et sa complexité.
La Maison de l'histoire européenne est axée sur ses visiteurs et ouverte à tous, conformément aux principes appliqués par le Parlement en matière d'accessibilité. À cet effet, la Maison de l'histoire européenne offre ses principaux contenus dans vingt-quatre langues (au niveau de l'exposition exposition permanente - la temporaire étant déclinée en français, néerlandais, allemand et anglais), soit l'ensemble des langues officielles de l'Union européenne, ce qui en fait un cas unique au niveau mondial; aucun autre musée n'offrant une telle diversité linguistique. Le multilinguisme étant considéré comme une expression de la diversité culturelle en Europe, la Maison de l'histoire européenne souhaite que ses visiteurs tirent parti de ses contenus multilingues, qui constituent l'un de ses principaux atouts.

## Exposition permanente
Occupant quatre étages de la Maison de l’histoire européenne, les galeries de l’exposition permanente utilisent des objets et des ressources multimédias pour former une trame narrative centrée sur les XIXe et XXe siècles, qui incite les visiteurs à la réflexion. L’exposition permanente présente l’histoire politique, économique, sociale et culturelle de l’Europe de manière chronologique, mais selon une approche thématique.

## Exposition temporaires
Le programme de la Maison de l’histoire européenne comprend également chaque année une exposition temporaire qui offre la possibilité d’approfondir ou d’élargir les thèmes et les périodes abordés par l’exposition permanente. Les expositions temporaires permettent de présenter une structure différente ou innovante et des contenus variés, de façon à intéresser différents publics. Tout comme l’exposition permanente, les expositions temporaires s’inscrivent dans une perspective transnationale et interdisciplinaire. Elles sont accessibles en quatre langues (anglais, français, allemand et néerlandais). Les expositions temporaires présentées jusqu’ici sont les suivantes:
·       Interactions - 5 mai 2017 - 31 mai 2018
·       Jeunesse rebelle - 1er mars 2019 - 29 février 2020
·      Fake for Real - 1er octobre 2020 - 1er janvier 2022
·       Quand les murs parlent! - 30 avril 2022 - 13 novembre 2022
·       Jeter - 18 février 2023 - 14 janvier 2024
·       Bellum et Artes - 27 avril 2024 - 12 janvier 2025
·       Passé composé. Un album européen - 28 mars 2025 - 11 janvier 2026

## Numérique
Le musée a notamment pour vocation d’être accessible à des publics de tout le continent et de proposer de nouveaux moyens de transmission de l’histoire transnationale. Ainsi, toute une série de produits numériques a été lancée:
·       Collection en ligne
·       Visites virtuelles
·       Expo 58 (sera lancée à la fin de 2023)

## Réseau
La Maison de l’histoire européenne est membre de différentes associations nationales et internationales dans le domaine des musées et du patrimoine culturel, telles que l’ICOM, le NEMO et le Conseil bruxellois des musées. Elle mène également des actions de sensibilisation avec différents groupes dans le voisinage immédiat et la région de Bruxelles, et elle coopère avec des musées, des universités et la société civile de toute l’Europe.

## Apprentissage et sensibilisation
Les activités éducatives du musée adoptent un point de vue transeuropéen qui explore les mémoires historiques, les différentes expériences et les points communs des peuples d’Europe. Du matériel pédagogique est disponible à la fois dans le musée pour les groupes d’étudiants, et en ligne dans 24 langues pour une utilisation en classe. Les écoles peuvent également bénéficier de visites guidées et d’ateliers ciblés en anglais, en français, en allemand et en néerlandais.
Le programme annuel des événements comprend des entretiens, des conférences, des ateliers, des concerts et des projections de films. Des conférences remarquables ont été données par Anne Applebaum, Timothy Garton Ash, Ivan Krastev, Timothy Snyder, Jay Winter et Norman Davies.

## Locaux
Le bâtiment Eastman, à l'origine conçu pour héberger une clinique dentaire, porte le nom de George Eastman, philanthrope américain inventeur de l'appareil photo Kodak, dont les généreuses donations ont permis la création, à New York, Londres, Rome, Paris, Bruxelles et Stockholm, de centres dentaires dédiés à la délivrance de soins dentaires gratuits aux enfants défavorisés.
C'est à l'architecte suisse Michel Polak, connu pour son style Art déco et notamment pour le célèbre Résidence Palace de Bruxelles, que la fondation Eastman fait appel, en 1933, pour dessiner le nouveau bâtiment. Inauguré en 1935, le bâtiment est intéressant tant pour des raisons d'ingénierie que pour ses éléments Art déco. On y trouve également, dans l'ancienne salle d'attente des enfants, un ensemble de peintures murales du peintre Camille Barthélemy illustrant les fables de La Fontaine.
Le parc Léopold, qui abrite des bâtiments historiques tels que l'institut Pasteur ou la bibliothèque Solvay, a été classé en 1976. À la différence de ces deux derniers édifices, le bâtiment Eastman n'est pas classé. Après avoir fermé ses portes, la clinique dentaire a été reconvertie, dans les années 1980, en bureaux pour les institutions européennes.

## Estimation du coût du projet et financement
La phase d'aménagement et de mise en place (2011-2016) est estimée à 31 millions d'euros pour la rénovation et l'extension du bâtiment, 21,4 millions d'euros pour l'exposition permanente et la première exposition temporaire (15,4 millions d'euros pour l'aménagement de l'espace d'exposition et des autres espaces, 6 millions d'euros pour le multilinguisme) et 3,75 millions d'euros pour la constitution de la collection.
Les coûts de mise en place ont été supportés par le Parlement européen, et une partie des coûts de fonctionnement sont cofinancés par la Commission européenne, son président ayant fait part de sa volonté d'associer celle-ci au financement du projet.

## Mise en place et conduite du projet

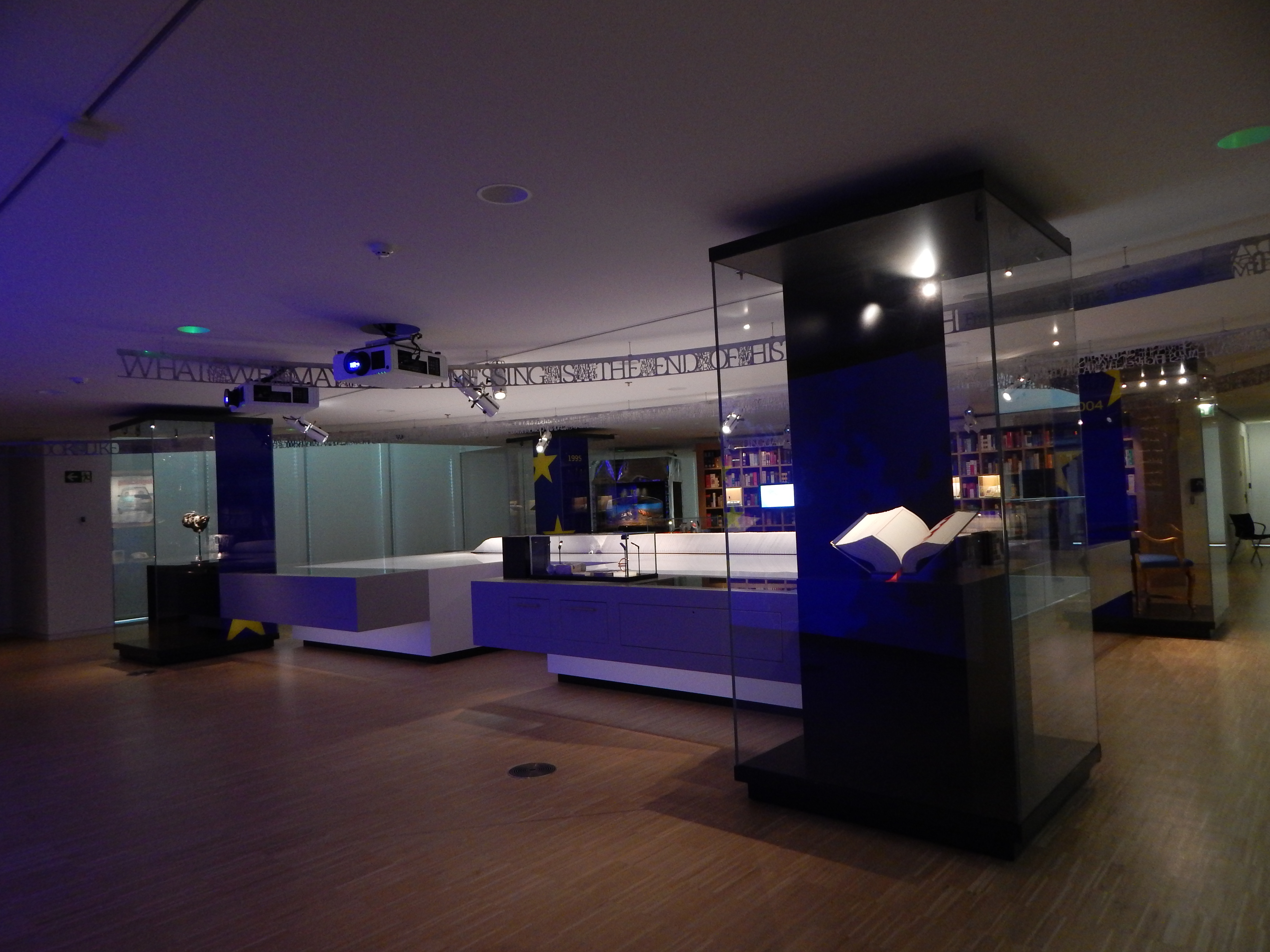
Le traité de Rome exposé dans la Maison de l'histoire européenne.

Créée à l'initiative du Parlement européen, la Maison de l'histoire européenne mobilise plusieurs structures pour sa mise en place institutionnelle. Le Conseil de direction, présidé par l'ancien président du Parlement européen, Hans-Gert Pöttering, est un organe pluraliste composé d'anciennes et d'actuelles personnalités politiques, qui réunit notamment plusieurs représentants d'institutions européennes, ainsi que les autorités bruxelloises. Les principales sensibilités politiques et certains organes du Parlement y sont représentés (Présidence, Secrétariat Général, Bureau, Commission Culture & Éducation, Commission des Budgets). Il supervise la conduite générale du projet. Parmi les membres, on peut citer : Hans-Gert Pöttering, Étienne Davignon, Mariya Gabriel, Sabine Verheyen, Johan Van Overtveldt, Domènec Ruiz Deveza, Harald Rømer, Hans-Walter Hütter, Miguel Angel Martínez Martínez, Gérard Onesta, Rudi Vervoort, Diana Wallis, Pierluigi Castagnetti, Pedro Silva Pereira, Martin Hojsík, Iliana Ivanova, Reinhard Bütikofer, Assita Kanko, Dimitrios Papadimoulis, Oliver Rathkolb et Klaus Welle.
.Le Comité scientifique, présidé par l'historien Oliver Rathkolb, composé d'historiens et de professionnels des musées de renommée internationale, joue un rôle de suivi et de conseil pour les questions historiques et de transcription muséographique. Parmi les membres, on peut citer : Basil Kesrki, John Erik Fossum, Constantin Iordachi, Emmanuelle Loyer, Sharon Macdonald, Daniela Preda, Kaja Širok, Luke van Middelaar, Daniele Wagener, Andreas Wirsching, Matti Klinge, Anita Meinarte, Hélène Miard-Delacroix, Mary Michailidou, Maria Schmidt, Anastasia Filippoupoliti, Louis Godart, Luisa Passerini, Wolfgang Schmale, Dietmar Preißler, Paul Basu, Gurminder K. Bhambra, John Erk Fossum, Josep Maria Fradera, Basil Kerski, Olivette Otele et Steven van Hecke.
Durant la conduite du projet, l'équipe scientifique était placée sous la direction de l'historienne et muséographe Taja Vovk van Gaal (à présent directrice artistique), et était chargée de la préparation des expositions et de l'organisation du futur musée. Actuellement, la directrice (cheffe d'unité) de la Maison de l'histoire européenne est Constanze Itzel.
Le concours d’architecture relatif à l’extension et à la rénovation du bâtiment Eastman a été remporté par le groupement Ateliers Chaix & Morel (FR),
JSWD Architekten (DE) et TPF (BE) en mars 2011.
Le Parlement européen a été assisté dans son travail sur la muséographique par la société BL Associates (France). La définition initiale du projet a été conduite avec StudioDiem (Royaume-Uni).
Le 26 mars 2013, le Parlement européen a signé un contrat avec General de Producciones y Diseño, société de scénographie muséale de Séville (Espagne). L'équipe a aussi été assistée dans ces travaux par le scénographe Arnaud Dechelle.
Les choix de certains faits marquants plutôt que d'autres moins consensuels pose des réflexions sur une critique du contenu des expositions.
Entre son inauguration, le 6 mai 2017, et 2021, le musée a reçu un demi-million de visiteurs.

## Critiques
La Maison de l'histoire européenne est décrite par Le Monde diplomatique comme le « musée de la propagande européenne ». Le mensuel indique que les historiens choisis pour entrer au comité scientifique du musée ont été « triés sur le volet en fonction de leurs orientations idéologiques » afin de donner un résultat « conforme à ce qui était attendu » par la droite allemande, à l'origine du projet.
Le comité scientifique de la Maison de l’histoire européenne situe le début de la guerre froide en 1917 « avec le putsch des bolcheviks en Russie », conduisant à « un combat entre la dictature communiste et la démocratie libérale. » La partie du musée consacrée à la Seconde Guerre mondiale établit une équivalence entre « les régimes communistes et nazi », insiste sur le Pacte germano-soviétique mais n'évoque pas les accords de Munich, souligne le parallèle entre camps d’extermination nazis et goulags soviétiques mais n'évoque pas la bataille de Stalingrad et les mouvements de résistance communistes, projette sur des écrans placés côte à côte des « films d’archives allemandes et soviétiques où le marteau et la faucille surgissent en même temps que la croix gammée, donnant au visiteur une impression de symétrie. » Concernant l'histoire de l'Europe occidentale, le musée reconnait à la bourgeoisie d'avoir « impulser des changements économiques et politiques (…) et jouer un rôle important dans l’instauration des démocraties modernes », tout en s'abstenant de toute évocation positive d’une lutte du mouvement ouvrier.